# Reserva Nacional del Niassa
La Reserva Nacional del Niassa o Reserva de Niassa es troba a les províncies de Cabo Delgado i Niassa, al nord de Moçambic. Té una extensió de 42.000 km² i és la major àrea protegida del país, dues vegades més gran que el Parc Nacional Kruger de Sud-àfrica. Forma part de l'àrea de Conservació Transfronterera i enllaça amb la Reserva de Cacera Lukwika-Lumesule.
Al nord està limitada pel riu Rovuma, que exerceix de frontera amb Tanzània. Un dels seus afluents, el riu Lugenda, travessa la reserva pel sud formant meandres al llarg de 360 km de sud-oest a nord-est, on desemboca en el riu Ruvuma en Negomano. En el seu recorregut cap a l'est, el Lugenda passa sota el cim de Mecula (1.441 m) punt àlgid de la reserva, envoltada de vegetació. Després es dirigeix cap a l'est a través de boscos de Pandanus, una espècie de palmera tropical, travessa una zona de goles rocoses i s'obre a una zona de riberes sorrenques en les quals abunden unes aus conegudes com a rincòpids (Rynchopidae) africans (African skimmers). A més del Lugenda hi ha altres rius que, o bé són afluents seus, o desemboquen cap al nord al propi Rovuma.
A més de les muntanyes Mecula i Foto, hi ha nombrosos inselberg de granit a la regió que contenen pintures rupestres i són sagrats per a les comunitats locals.

## Història
La Reserva de Niassa va ser fundada en 1954, quan Moçambic era encara l'Àfrica Oriental Portuguesa, i els portuguesos anomenaven aquesta regió la Fi del Món, però no va rebre protecció alguna fins al final de la guerra civil de Moçambic amb la signatura dels acords de pau de Roma. Des de llavors, el govern de Moçambic ha engegat diversos mecanismes per protegir l'ecologia del nord del país.
Durant els anys setanta i vuitanta, mentre va durar la guerra civil, la caça es va realitzar de forma extensiva. La creació de la SGDRN (Societat per a la Gestió i el Desenvolupament de la Reserva de Niassa) en 1998 ha permès una recuperació parcial de la fauna que en l'actualitat permet realitzar safaris i observar fins i tot als cinc grans, (lleó, lleopard, elefant, rinoceront i búfal).

## Fauna
Niassa forma part de la sabana arbrada de miombo oriental, una ecoregió que cobreix una àrea de gairebé mig milió de km² entre el sud de Tanzània, el nord de Moçambic i el sud-est de Malawi. La meitat de la reserva està coberta de boscos de miombo, un gènere d'arbres, Brachystegia, que abasta una gran quantitat d'espècies que formen boscos no gaire tancats. Es caracteritzen per canviar de color, daurat i vermellós, en època seca, i tornar-se verds quan comença l'època de les pluges. La resta de la reserva és en el seu major parteix sabana oberta amb algunes zones humides aïllades i taques de bosc. Es calcula que hi ha unes 190 espècies d'arbres i arbustos.
En 2012 s'estimava que en la reserva hi havia entre 12.000 i 20.000 elefants, uns 14.000 antílops sabre, uns 800 lleons i uns 350 licaons, aquesta última espècie en perill d'extinció. A més, hi ha grans poblacions de búfals africans (Syncerus caffer), impales, nyus (Connochaetes), zebres i lleopards. Tres espècies són endèmiques, el nyu de Niassa (Connochaetes taurinus johnstoni), la zebra de Boehm (Equus burchelli boehmi) i l'impala de Johnston (Aepyceros melampus johnstoni). Hi ha 8 tipus de mangosta i 24 de carnívors, a més d'entre 300 i 400 espècies d'aus entre les quals figuren les rares pita angolesa (Pitta angolensis), l'òliba pescadora Scotopelia peli i nombroses rapaces.
En el llit del riu, especialment a les zones rocoses, hi ha hipopòtams i cocodrils.